# Richard Price (básník)
Richard Price (* 1966 v Readingu, Berkshire) je skotský spisovatel a překladatel. Několik let pracoval jako kurátor v Britské knihovně v Londýně, v současné době pracuje na stejném místě jako vedoucí Oddělení obsahu a výzkumné strategie (Content and Research Strategy). V 90. letech 20. století začalo působit uskupení skotských básníků s názvem Informationist Poetry ("informačníci"), kde byl členem W. N. Herbert, Robert Crawford či právě Richard Price. V rámci této literární skupiny byl zakladatelem několika časopisů.
Mezi jeho díla patří například básnická sbírka Lucky Day, Small World nebo Greenfields. S autorovou básní Hedge Sparrows byl vybrán, aby reprezentoval Velkou Británii na olympijském projektu "The Written World". Ve všech básních můžeme poznat jak tradiční formy, tak i avantgardní postupy, děj je zaměřen na rodinu a děti, lásku. Autor se také snaží vylíčit rovnováhu mezi tragédií a komedií v běžném domácím prostředí či stupňující se znepokojení nad digitalizací našich životů. Richard Price je také autorem románu The Island či sbírky povídek A Boy in Summer. 
V roce 2014 se zúčastnil Měsíce autorského čtení, který pořádá brněnské nakladatelství a agentura Větrné mlýny. Tato agentura natočila pro Českou televizi cyklus “Skotská čítanka – Don't Worry – Be Scottish” - díl s Richardem Pricem režírovala Viera Čákanyová.

## Díla

### Básně a básnické sbírky
- Tube Shelter Perspective (1993)
- Marks & Sparks (1995)
- Hand Held (1997)
- Perfume & Petrol Fumes (1999)
- Lucky Day (2004)
- Greenfields (2007)
- Rays (2009)
- Small World (2012)

### Povídky
- A Boy in Summer (2002)

### Romány
- The Island